# 안검외반

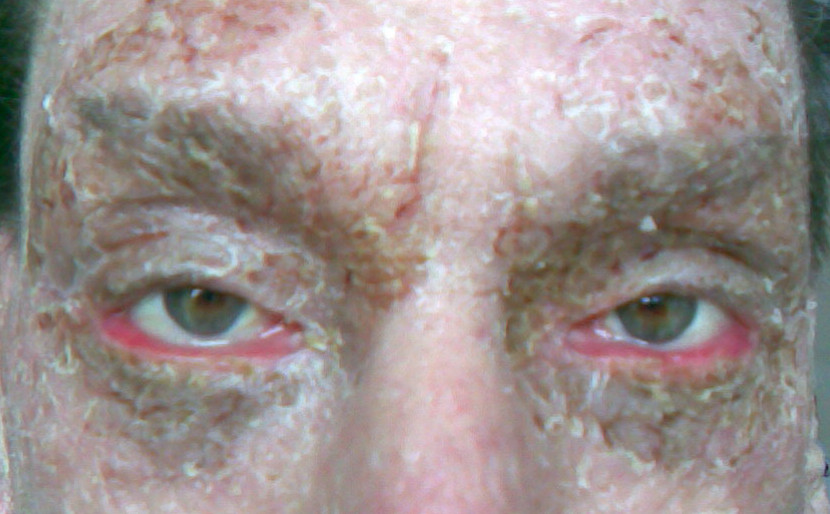
눈을 떴을 때의 모습

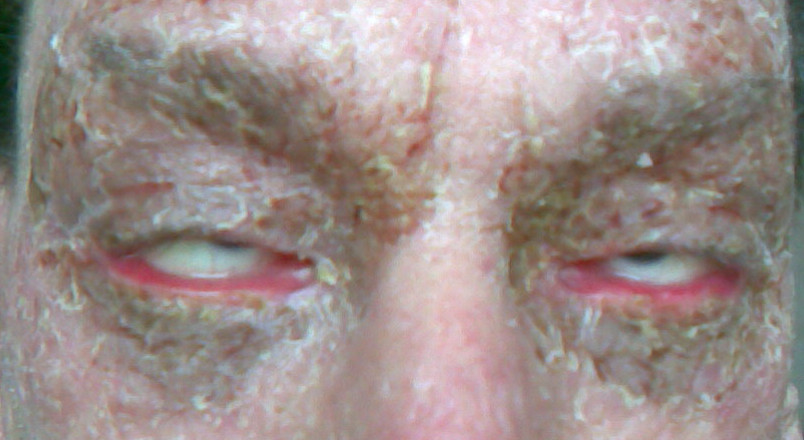
눈을 감았을 때의 모습

안검외반(眼瞼外反, ectropion), 눈꺼풀겉말림은 아랫눈꺼풀이 바깥으로 휘어 나타나는 질병이다. 선천성 할리퀸 어린선을 보이는 신생아들에게 잘 나타나지만, 안검외반은 아랫눈꺼풀 조직이 약해지면 일어날 수 있다. 이 질병은 수술을 통해 치료할 수 있다. 또, 안검외반은 개의 특정 종들에게서 유전성 질환으로서 나타날 수 있다.

## 병인
- 선천성
- 노화
- 흉터
- 기계성
- 알레르기
- 안면 신경마비
- 엘로티닙, 세툭시맙, 파니투무맙 등의 항암 치료는 사구체여과(EGFR)의 기능을 저지한다.

## 개의 안검외반

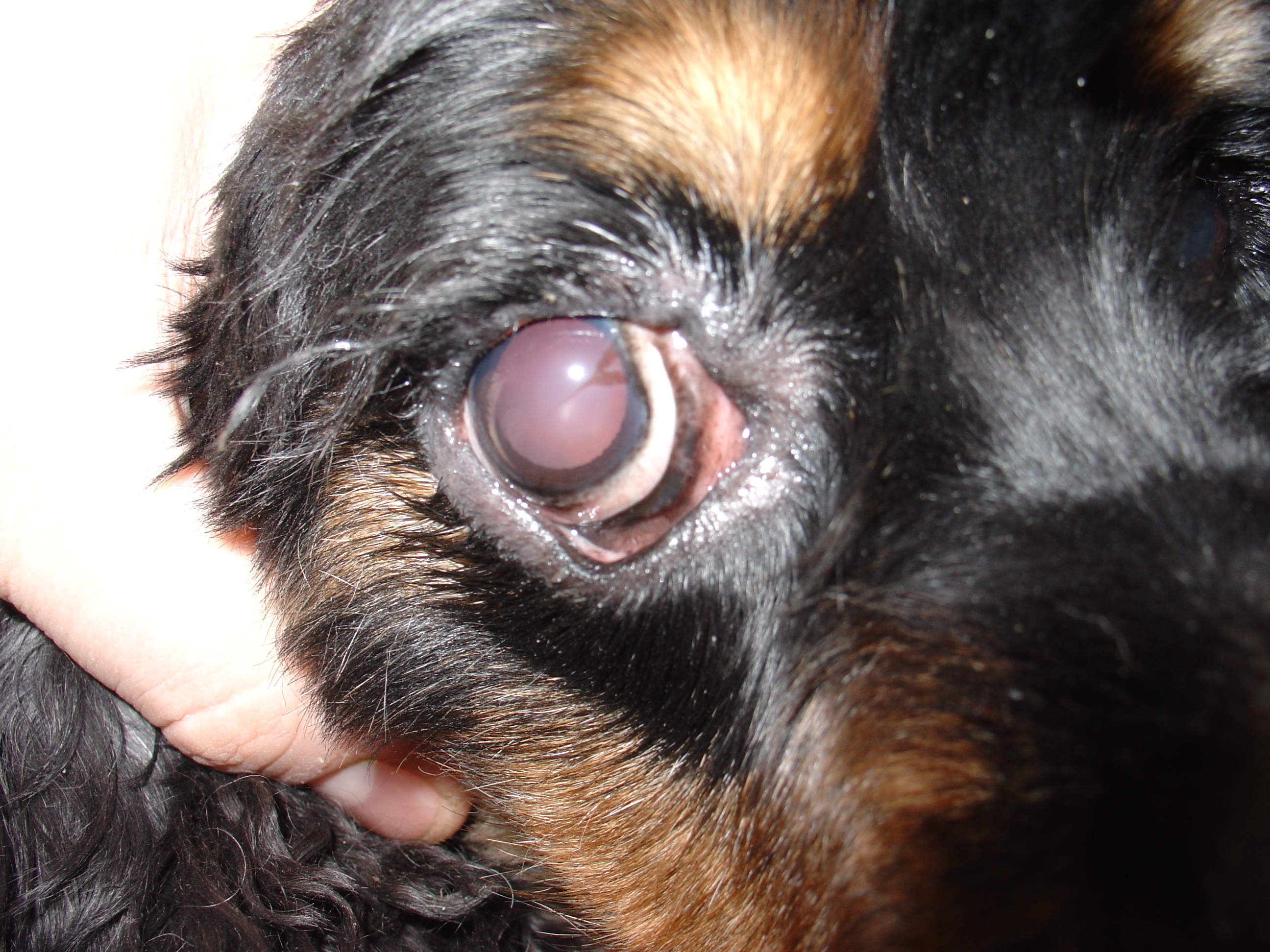
코커 스패니얼에게 나타난 안검외반

개의 안검외반은 일반적으로 아랫눈꺼풀을 동반한다. 종종 이 질병에 증상은 보이지 않으나, 눈물과 결막염이 관찰된다. 안검외반과 관련된 견종으로는 코커 스패니얼, 세인트버나드, 블러드하운드, 클럼버 스패니얼, 바셋하운드를 포함한다. 외상이나 정신적 손상에 의해서도 나타날 수 있다. 만성 결막염이 있거나 각막이 손상된 경우에만 수술을 통한 치료가 권장된다.

## 같이 보기
- 안검내반
- 눈병